# Jamides osiades
Jamides osiades är en fjärilsart som beskrevs av Lambertus Johannes Toxopeus. Jamides osiades ingår i släktet Jamides och familjen juvelvingar. Inga underarter finns listade i Catalogue of Life.